# 용어 사전
용어 사전(用語辭典) 또는 용어집은 전문 용어에 대하여 체계적으로 정리한 사전이다.
해당 용어에 대한 정의와 함께 특정 지식 영역에 있는 용어의 알파벳순 목록이다. 전통적으로 용어집은 책의 끝 부분에 나타나며 해당 책에 새로 소개되거나 일반적이지 않거나 전문적인 용어가 포함된다. 용어집은 일반적으로 논픽션 책과 관련이 있지만 경우에 따라 픽션 소설에는 익숙하지 않은 용어에 대한 용어집이 포함되는 경우도 있다.
이중 언어 용어집은 두 번째 언어로 정의된 한 언어의 용어 목록이거나 다른 언어의 동의어(또는 적어도 거의 동의어)로 광택 처리된 용어 목록이다.
일반적으로 용어집에는 특정 연구 또는 작업 분야와 관련된 개념에 대한 설명이 포함되어 있다. 이런 의미에서 이 용어는 온톨로지의 개념과 관련이 있다.

## 같이 보기
- 통제 어휘집
- 사전
- 색인